# Epepeotes elongatus
Epepeotes elongatus är en skalbaggsart som beskrevs av Hüdepohl 1990. Epepeotes elongatus ingår i släktet Epepeotes och familjen långhorningar. Inga underarter finns listade i Catalogue of Life.